# Колумбус (аеропорт)
Міжнародний аеропорт Колумбус імені Джона Гленна (IATA: CMH, ICAO: KCMH, FAA ідент. місц.: CMH) — міжнародний аеропорт, розташований за 6 миль (9,7 км) на схід від центру міста Колумбус (штат Огайо, США). Раніше аеропорт відомий як міжнародний аеропорт Порт-Колумбус, ним керує Адміністрація регіонального аеропорту Колумбус, яка також контролює інші два аеропорти Колумбуса: роботу міжнародного аеропорту Рікенбекер і Болтон-Філд. Код аеропорту «CMH» означає «Муніципальний ангар Колумба», оригінальна назва аеропорту.
Міжнародний аеропорт імені Джона Гленна – це переважно пасажирський аеропорт. Він забезпечує 148 безпосадкових рейсів до 31 аеропорту через 9 авіакомпаній щодня.
25 травня 2016 року Генеральна асамблея штату Огайо ухвалила законопроєкт про перейменування аеропорту з Міжнародного аеропорту Порт-Колумбус на його нинішню назву на честь астронавта і чотири терміни сенатора США Джона Гленна. Зміна назви була одноголосно схвалена правлінням аеропорту з дев’яти членів 24 травня 2016 року. Губернатор Огайо Джон Кейсік підписав закон 14 червня 2016 року, а зміна назви стала офіційною через 90 днів. 28 червня 2016 року відбулося святкування перейменування та відкрито нові вивіски з новою назвою аеропорту.